# Stoholm
Stoholm es una localidad situada en el municipio de Viborg, en la región de Jutlandia Central (Dinamarca), con una población estimada a principios de 2012 de unos 2543 habitantes.
Se encuentra ubicada al norte de la región, junto a la frontera con la región de Jutlandia Septentrional, a poca distancia al sur del Limfjord.